# スウェーデン水陸両用軍団
スウェーデン水陸両用軍団（スウェーデンすいりくりょうようぐんだん、スウェーデン語: Amfibiekåren）は、スウェーデン海軍の傘下にある水陸両用部隊である。ストックホルム県ハーニンゲ市のベルガ海軍基地に司令部を置く。

## 概要
前身は中世の要塞駐留部隊にまで遡ることができるが、直接的には沿岸砲兵隊（Kustartilleriet）が2000年7月1日に改編されたものである。改編当初は5個水陸両用戦連隊が編制されていたが、4個連隊が順次廃止され、1個連隊の編成となっていた。しかし、2021年より1個連隊が復活し現在は2個連隊の編成となっている。
主力の第1水陸両用戦連隊は1個大隊規模で、軽歩兵部隊の沿岸猟兵中隊、臨検を行う哨戒中隊、沿岸監視部隊の偵察中隊、高速揚陸艇を装備する高速機動襲撃艇中隊で構成され、沿岸部への強襲や水路警戒を任務とする。

## 部隊編成
- 第1水陸両用連隊（英語版、スウェーデン語版）
  - 第1大隊
    - 大隊本部
    - 沿岸猟兵中隊
    - 哨戒中隊
    - 偵察中隊
    - 高速機動襲撃艇中隊

  - 武器整備中隊
  - 通信中隊
  - 衛生隊
  - 救急車小隊
  - 補給隊
- 第4水陸両用連隊（英語版、スウェーデン語版）

## 主要装備
- ピラーニャ装輪偵察車
- ボフォース Ak 5小銃
- FN Ksp 90軽機関銃
- バレット AG90対物狙撃銃
- カールグスタフ 84mm無反動砲
- Rb 55対戦車ミサイル
- RBS 17地対艦ミサイル
- RBS 70携帯式地対空ミサイル
- GIRAFFE沿岸監視レーダー
- CB90級高速襲撃艇（英語版）